# رساله دلگشا
رساله دلگشا نام کتابی است منثور شامل حکایات طنزآمیز که عبید زاکانی آن را در سده هشتم هجری قمری نوشته‌است.
حکایت‌های طنزآمیز شاعر در رساله دلگشا زبان تند و گزنده او را در اعتراض به فضای اجتماعی و سیاسی روزگارش به خوبی نمایانده و عبید زاکانی برای طنزآمیز کردن حکایت‌های رساله دلگشا از امکانات زبانی (طنز عبارتی) و امکانات غیر زبانی (طنز موقعیت) بهره برده‌است.دربارۀ تعداد حکایات رساله دلگشا اختلاف نظر است، اما محمد جعفر محجوب تعداد حکایات عربی و فارسی را به ترتیب هشتاد و چهار و دویست و چهل و هفت لطیفه دانسته‌است.

## بخش‌ها
این اثر منثور دارای دو بخش حکایت نامه به شیوه هزل است که در واقع از خنده‌انگیزترین رساله‌های طنزی است که عبید زاکانی نگاشته است. موضوع این حکایات که یکی فارسی و دیگری حکایات طنز عربی است، اخلاقی و اجتماعی است هر چند گاهی به موضوعات سیاسی و گاهی هم فرهنگی می‌پردازد.
عبید در بخش عربی نه تنها این حکایت‌ها را ابداع نکرده، بلکه به شدّت از منابع عربی پیش از خود متأثّر است؛ امّا باید اذعان داشت که او فقط به رونویسی از منابع عربی نپرداخته، بلکه در تعداد فراوانی از حکایت‌ها، عبارت‌ها را با حفظ معنا و مضمون تغییر داده، الفاظ متفاوتی را برای القای معانی به کار برده‌است. از نکات دیگر، تأثیرگذاری عبید بر کتاب روض الأخیار المنتخب من ربیع الأبرار اثرِ آماسی است؛ به گونه‌ای که بیست و پنج حکایت عبید که فاقد منبع عربی بودند، به صورت کاملاً مشابه در این کتاب دیده شده‌است.

## چند حکایت از رساله دلگشا
شخصی امردی به خانه برد و درهمی به دستش نهاد و گفت: «بخواب تا برنهم.» امرد گفت: «من شنیده‌ام که تو امردان را می‌آوری تا بر تو نهند.» گفت: «آری، عمل با من است و دعوی با ایشان، تو نیز بخواب و برو آنچه می‌خواهی بگوی.»
شخصی دعوی نبوّت می‌کرد. او را پیش خلیفه بردند. خلیفه از او پرسید که «چه معجز داری ؟» گفت: «معجزِ من آن است که این زمان، هر چه شما را در دل می‌گذرد، مرا معلوم است». گفت: «ما را در دل، چه می‌گذرد؟» گفت: «در دلِ شما  می‌گذرد که من دروغ می‌گویم.»
قزوینی‌ای را پسر در چاه افتاد. گفت: «جان بابا به جایی مرو تا من بروم و رسن بیاورم و تو را بیرون کشم»